# سهره پرژوالسکی
سهره پرژوالسکی (نام علمی: Urocynchramus pylzowi)، دم‌صورتی پرژوالسکی، یک پرنده گنجشک‌سان نارایج بومی کوه‌های مرکزی غرب چین است. این گونه به افتخار میخائیل پیلتسف، کاشف روسی که نیکولای پرژوالسکی را در سفری که در آن نمونه‌هایی از این پرنده جمع‌آوری شده بود، نام‌گذاری شده‌است. شباهت‌های طبقه‌بندی آن برای مدت طولانی نامشخص بود، و نام‌های رایج دیگری مانند دم‌صورتی و سهره گلی پرژوالسکی را به وجود آورد. در سال ۲۰۰۰ پیشنهاد شد که در واقع نه به عنوان سهره و نه به عنوان یک زردپره، بلکه به عنوان تنها عضو از خانوادهٔ Urocynchramidae در نظر گرفته شود، چیزی که در اصل در ادبیات پرنده‌شناسی آلمانی تا سال ۱۹۱۸ توسط یانوش فون دومانیفسکی، و همچنین توسط ولترز در سال ۱۹۷۹ پیشنهاد شده بود. این تغییر در ویرایش ششم فهرست کلمنتس به تصویب رسید.